# انفتاح
الانفتاح هو مفهوم شامل أو فلسفة تتميز بالتركيز على الشفافية والتعاون. أي أن الانفتاح يشير إلى «إمكانية الوصول إلى المعرفة والتكنولوجيا والموارد الأخرى؛ وشفافية العمل؛ ونفاذية الهياكل التنظيمية؛ وشمولية المشاركة». يمكن القول إن الانفتاح هو عكس الانغلاق، السلطة المركزية والسرية.

## مفهوم الانفتاح
الانفتاح ينطبق على مجموعة واسعة من الأساليب في سياقات مختلفة تمامًا كما هو موضح أدناه. بينما لا يوجد تعريف موحد لمفهوم الانفتاح الشامل، خلصت مراجعة شاملة لعام 2017 إلى ما يلي:
يشير علم المصطلحات المفتوحة إلى مفهوم أعلى مرتبة (مثل فلسفة الانفتاح) ؛ طبيعة الموارد (مثل البيانات المفتوحة) ؛ طبيعة العمليات (مثل الابتكار المفتوح) ؛ أو التأثيرات على مجالات محددة (مثل التعليم المفتوح) [. . . ] المبادئ المستخدمة عادة لوصف مفهوم الترتيب الأعلى هذا هي: الوصول إلى المعلومات والموارد الأخرى؛ المشاركة بطريقة شاملة وتعاونية في كثير من الأحيان؛ شفافية الموارد والإجراءات؛ والديمقراطية أو الدمقرطة مثل تفكيك الهياكل الإقصائية.

## في الحكومة
يعتمد الانفتاح في الحكومة على فكرة حرية المعلومات أي أن هناك قسم من المعلومات التي تحتفظ بها السلطات تتاح مجانا للمواطنين كما لهم الحق في الإطلاع ومتابعة عمليات وأنشطة الحكومة أثناء تأدية مهامها. نظرًا لأن المعلومات الموثوقة ضرورية للمساءلة، فإن حرية الوصول إلى المعلومات حول الحكومة تدعم مساءلة الحكومة وتساهم في حماية الحقوق الضرورية الأخرى.

## في الأعمال الإبداعية
يشير كل من المحتوى المفتوح والمحتوى المجاني إلى الأعمال الإبداعية التي تفتقر إلى قيود على كيفية استخدام الأشخاص لها وتعديلها وتوزيعها. المصطلحات مشتقة من البرمجيات مفتوحة المصدر والبرمجيات الحرة، وهي مفاهيم مشابهة تشير على وجه التحديد إلى البرمجيات.

## في التعليم
يشير التعليم المفتوح إلى الممارسات المؤسسية والمبادرات البرامجية التي توسع الوصول إلى التعلم والتدريب المقدم تقليديًا من خلال أنظمة التعليم الرسمية. من خلال إزالة الحواجز أمام الدخول، يساعد التعليم المفتوح على حرية المعلومات من خلال زيادة إمكانية الوصول.
يصرح المدافعون عن التعليم المفتوح عن أن الناس من كامل الطبقات الاجتماعية في جميع أنحاء العالم بإمكانهم الوصول للتعليم والموارد عالية الجودة المفتوحة. وهذا يساعد في إزالة حواجز مثل التكاليف الباهظة، والمواد القديمة، والعقبات القانونية. هذه الحواجز تعيق التعاون بين أصحاب المصلحة. التعاون أمر حاسم لفتح التعليم. وفي تصريح لإتحاد التعليم المفتوح أن «المشاركة هي سمة أساسية للتعليم. التعليم يعني مشاركة المعرفة والرؤى والمعلومات مع الجميع. وهذا يعتبر أساس الحكمة والأفكار والمواهب والتفاهم الجديد.» تشير المصادر التعليمية المفتوحة إلى المواد التعليمية التي يمكن للمعلمين تحسينها وتعديلها بإذن من الناشرين أو المؤلفين. يُسمح لمنشئي الموارد التعليمية المفتوحة بتضمين مجموعة متنوعة من العناصر مثل خطط الدروس وشرائح العرض التقديمي ومقاطع فيديو المحاضرات والبودكاست وأوراق العمل والخرائط والصور.
هناك أدوات قانونية متاحة مثل تراخيص المشاع الإبداعي التي يمكن للطلاب الوصول إليها واستخدامها بحرية. تسمح لهم بترجمة وتعديل هذه المواد. يمكن لأساتذة المدارس العامة في الولايات المتحدة مشاركة الموارد التي يطورونها تماشيا مع المعايير المعتمدة من الحكومة في التعليم. أحد هذه المعايير تدعى معايير الدولة الأساسية المشتركة. أوصى بعض المعلمين ومسؤولي المدارس بأن الموارد التعليمية المفتوحة يمكن أن تساعد في تقليل النفقات في إنتاج وتوزيع مواد الدورة للمؤسسات الابتدائية والثانوية. تُعد بعض المشاريع مثل مشروع المصادر التعليمية المفتوحة المشتركة ‏ (بالإنجليزية: OER Commons)‏ مخزنًا لمصادر تعليمية مفتوحة.

## في المجال البحثي
يشير الوصول المفتوح إلى ممارسة السماح بإتاحة المقالات البحثية التي راجعها النظراء عبر الإنترنت مجانًا وخالية من معظم قيود حقوق النشر والتراخيص. تشمل فوائد هذا النهج: الاكتشاف السريع والتقدم حيث يتمتع الباحثون بحرية الاستخدام والبناء على نتائج الآخرين، رد الجميل للجمهور بقدر ما يُدفع للبحث من الأموال العامة،  وتأثير أكبر لعمل الفرد بسبب وصول المقالات المفتوحة إلى جمهور أكبر.

## في تكنولوجيا المعلومات
الانفتاح هو القدرة التي يوفرها نظام تكنولوجيا المعلومات، ويتميز بقابلية التشغيل التوافقي وقابلية النقل والتوسعة. تٌنفذ هذه القدرات باستخدام واجهات تكنولوجيا المعلومات والمعايير وبنية تكنولوجيا المعلومات. كل هذه جوانب تقنية للانفتاح. يعتمد الانفتاح أيضًا على الجوانب غير الفنية، والتي تتعلق بالشراكة بين الشركاء المعنيين (عملاء تكنولوجيا المعلومات، بائعي تكنولوجيا المعلومات و/أو مزودي خدمات تكنولوجيا المعلومات).

## في علم النفس
في علم النفس، يعتمد الانفتاح على التجربة في أحد المجالات التي تستخدم لوصف الشخصية البشرية في نموذج العناصر الخمسة.